# 2018
Het jaar 2018 is een jaartal volgens de christelijke jaartelling. Het jaar begon op een maandag. Pasen viel dat jaar op 1 april en Hemelvaartsdag op 10 mei.

## Gebeurtenissen

### Januari
- 1 - Het grenscorrectieverdrag treedt in werking: Aan de Maas in Limburg wordt België enkele hectaren kleiner en wordt Nederland enkele hectaren groter.
- 1 - Bulgarije neemt het voorzitterschap van de Raad van de Europese Unie op zich.
- 1 - Leeuwarden (Nederland) en Valletta (Malta) zijn dit jaar culturele hoofdsteden van Europa.
- 1 - Piloten bij de KLM dragen vanaf 1 januari geen pet meer. Hiermee wil de nationale luchtvaartmaatschappij de uitstraling van de vliegers moderner en toegankelijker maken.
- 3 - In Nederland gaan naar aanleiding van een westerstorm voor het eerst alle stormvloedkeringen tegelijk dicht.
- 5 - Venezuela sluit zijn grenzen voor handel met Aruba, Bonaire en Curaçao. De regering-Maduro beschuldigt de ABC-eilanden ervan, onvoldoende op te treden tegen smokkel.
- 8 - Zeerijp wordt getroffen door een aardbeving van 3,4 op de schaal van Richter.
- 15 - Bij een explosie op de Paardenmarkt in Antwerpen sterven twee mensen en raken er veertien gewond.[1]
- 18 - Een zware storm raast over Ierland, Engeland, België, Nederland en Noord-Duitsland. Hierbij vallen tien doden, waarvan twee in Nederland. Ook wordt het Nederlandse treinverkeer voor het eerst volledig stilgelegd.

### Februari
- 2 - In Groningen wordt het gasveld Loppersum onmiddellijk buiten gebruik gesteld.
- 7 - Nederland grijpt bestuurlijk in op Sint Eustatius. De Eilandsraad wordt ontbonden zonder dat verkiezingen worden uitgeschreven. Mike Franco, oud-Statenvoorzitter van Curaçao, wordt benoemd tot regeringscommissaris.
- 9-25 - De 23e Olympische Winterspelen worden gehouden in Pyeongchang (Zuid-Korea).
- 14 - In Parkland (Florida) worden zeventien studenten van de Marjory Stoneman Douglas High School gedood nadat de negentienjarige ex-student Nikolas Cruz het brandalarm laat afgaan en begint te schieten op studenten, Cruz wordt na zijn daad aangehouden door de lokale politie.
- 14 - De Nederlandse minister van Buitenlandse Zaken Halbe Zijlstra treedt af na ophef over zijn versie van uitspraken van Vladimir Poetin over een “Groot Rusland”. Zijlstra bleek niet zelf aanwezig geweest te zijn bij de ontmoeting met Poetin, wat hij wel had beweerd, en had diens woorden niet juist weergegeven.
- 21 - De Slowaakse onderzoeksjournalist Ján Kuciak wordt, samen met zijn verloofde Martina Kušnírová, doodgeschoten door een huurmoordenaar. Kuciak was de eerste journalist die ooit in Slowakije werd vermoord.[2]
- 22 - Suzanne Schulting wint goud op de Olympische Winterspelen op de 1.000 meter shorttrack, als eerste Nederlandse shorttracker ooit.

### Maart
- 4 - In de Engelse stad Salisbury wordt de Russische dubbelspion Sergej Skripal vergiftigd met het zenuwgas novitsjok. Het Verenigd Koninkrijk en andere westerse landen beweren dat Rusland achter deze chemische aanval zit.[3]
- 4 - Sluiting van het Akkoord van Escazú over het leefmilieu in Latijns-Amerika en het Caribisch gebied.
- 21 - De gemeenteraadsverkiezingen in Nederland worden opnieuw gewonnen door de lokale partijen. GroenLinks gaat vooruit en D66 achteruit. Leefbaar Rotterdam handhaaft zich als grootste fractie in Rotterdam.

### April
- 1 - In het Verenigd Koninkrijk gaat de suikertaks in, en de fabrikanten hebben hun frisdranken alvast minder zoet gemaakt.
- 2 - In Syrië wordt een wet op de wederopbouw goedgekeurd die inhoudt, dat door de regering aangewezen bouwterreinen worden onteigend, tenzij de eigenaren binnen dertig dagen hun eigendomspapieren kunnen tonen, en niet worden gezocht. Dit komt voor de meeste vluchtelingen neer op de onteigening van hun woning.
- 7 - Gifgasaanval in Douma in Syrië.
- 7 - De Braziliaanse oud-president Luiz Inácio Lula da Silva begint aan een gevangenisstraf wegens corruptie.
- 15 - PSV wordt na een 3-0 zege op Ajax landskampioen in de Eredivisie. Het is de 24ste keer dat de club uit Eindhoven kampioen werd op het hoogste niveau.
- 20 - De Zweedse DJ Avicii pleegt zelfmoord in Masqat, Oman.

### Mei
- 5 - Malek F. steekt in op willekeurige mensen in Den Haag. Volgens het OM was het aanvankelijk de bedoeling van F. om een kerk in te gaan en daar mensen neer te steken, maar hij stond twee keer voor een dichte deur.
- 9 - Opening van de Suriname-Nederland Kamer van Koophandel door de Ambassade van Suriname in Nederland.
- 12 - De parlementsverkiezingen in Irak worden gewonnen door Moktada Al-Sadr in een lijstverbinding met de Communistische Partij.
- 13 - De Israëlische zangeres Netta Barzilai wint het Eurovisiesongfestival 2018 in Portugal met het liedje Toy.
- 15 - Farnese-diamant wordt door Sotheby's verkocht.
- 18 - Cubana de Aviación-vlucht 972 stort neer na het opstijgen vanaf José Martí International Airport bij Havana in Cuba. Er vallen 112 doden.
- 19 - De Britse prins Harry trouwt met de Amerikaanse actrice Meghan Markle.
- 26 - In een referendum stemt de Ierse bevolking met 66% van de uitgebrachte stemmen voor een versoepeling van de strenge abortuswetgeving.

- 28 - De rechtbank Limburg in Nederland bepaalt, dat het geslacht van een in 1961 geboren persoon verbeterd dient te worden van 'vrouw' naar geslacht is niet kunnen worden vastgesteld.
- 29 - Bij een aanslag in Luik komen drie mensen om het leven. ISIS eist de verantwoordelijkheid op.

### Juni
- 6 - De Amerikaanse president Trump legt China handelsbeperkingen op ter waarde van $34 miljard. Dit is het begin van een handelsoorlog tussen de twee grootmachten.
- 12 - De Amerikaans-Noord-Koreaanse top wordt gehouden in Singapore.
- 14 - Het 21e wereldkampioenschap voetbal gaat van start in Rusland.
- 18 - De Nederlands-Molukse motorclub Satudarah wordt door de rechtbank als criminele organisatie gekenmerkt en buiten de wet gesteld.
- 18 - De Amerikaanse rapper XXXTentacion wordt tijdens een op hem gerichte overval doodgeschoten.

### Juli
- 1 - De Engelse zwemmer Ross Edgley vertrekt vanuit Kent voor een zwemtocht rond het Britse eiland, die vijf maanden in beslag zal nemen. Hij gaat dagelijks in twaalf uur 30 tot 50 km afleggen.
- 5 - Litouwen wordt lid van de OESO.
- 6 - De Japanse sekteleider Shoko Asahara en zes volgelingen worden geëxecuteerd voor de aanslag met zenuwgas op de metro van Tokio.
- 15 - Frankrijk wint het Wereldkampioenschap voetbal 2018.
- 15 - Voor het eerst lopen elf tallships de Sint Annabaai binnen, om drie dagen in de haven van Curaçao te verblijven. In het verband van Velas Latinoamérica trekt de vloot van haven naar haven in Zuid-Amerika.
- 23 - Bosbranden in Griekenland.
- juli - Bij de Nederlandse politie vervangt een metalen wapenstok de vertrouwde gummiknuppel.

### Augustus

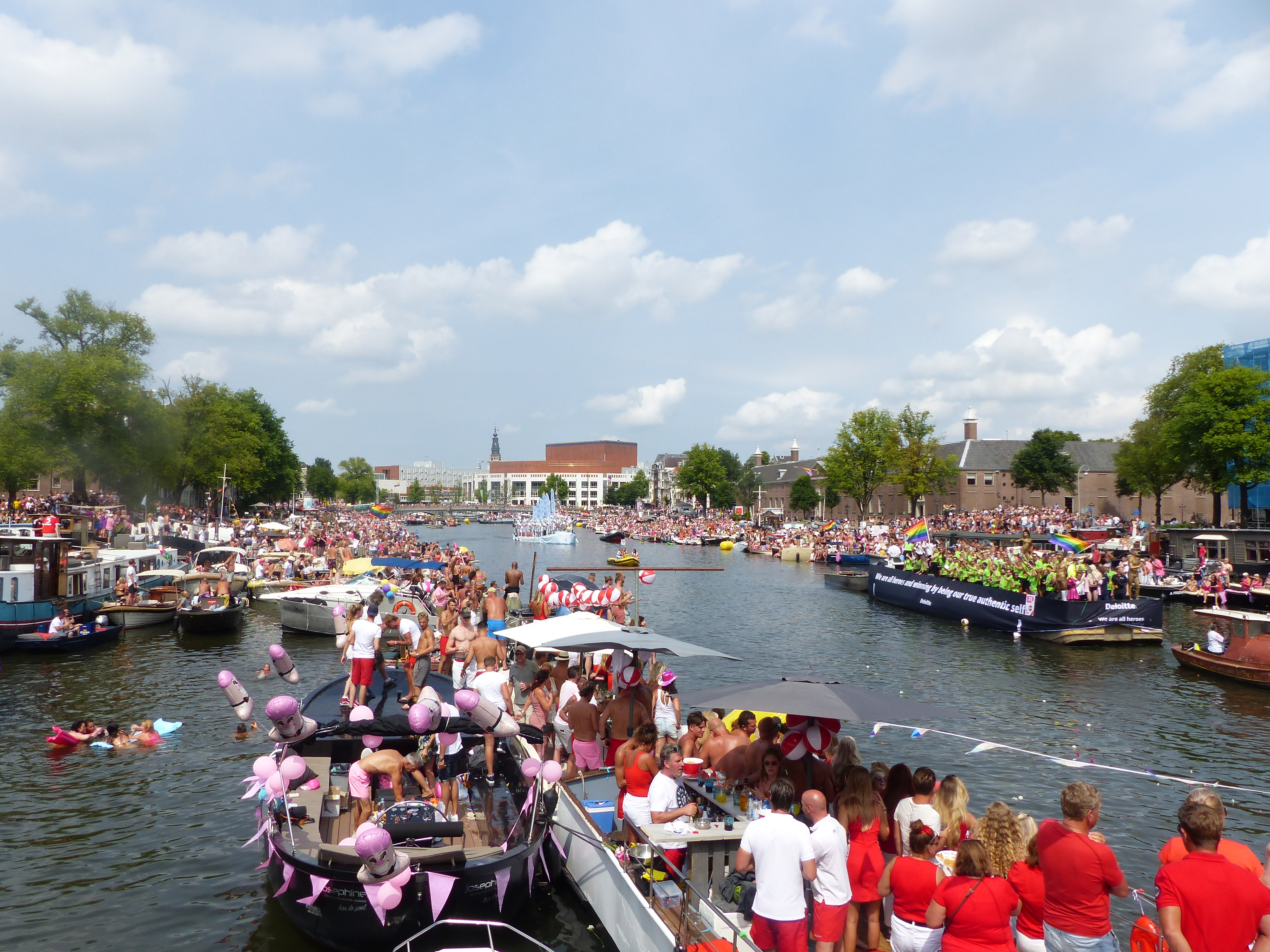
Amsterdam Pride 2018

- 4 - Amsterdam Pride 2018 op de Prinsengracht.
- 10 - Een Amerikaanse jury oordeelt het aannemelijk, dat een schoolconciërge zijn terminale kanker heeft opgelopen door het gebruik van Roundup. De fabrikant Monsanto wordt daarom veroordeeld tot een boete van $289.000.000,-.
- 14 - De Ponte Morandi, een verkeersbrug in de Italiaanse havenstad Genua, stort deels in tijdens zware regenval. Minstens 42 mensen komen om.
- 18 - De Nederlandse openwaterzwemmer Maarten van der Weijden doet een poging de route van de Elfstedentocht (ca. 200 km) te zwemmen. Op 20 augustus moet hij na 163 km en 55 uur zwemmen wegens ziekte opgeven.
- 22 - In Nederland wordt in een persconferentie bekendgemaakt dat er een DNA-match is in het onderzoek naar de dood van Nicky Verstappen. De 55-jarige man, die ten tijde van het voorval in Simpelveld woonde was spoorloos[4] maar wordt op 26 augustus 2018 in het plaatsje Castellterçol, in de buurt van Barcelona in Spanje, aangehouden na een tip van een Nederlandse toerist die hem herkende van de foto's die via de media waren verspreid.
- 31 - Op het Centraal Station in Amsterdam steekt een negentienjarige Afghaan met een Duitse verblijfsvergunning twee Amerikaanse toeristen neer die zwaargewond raken. De dader wordt neergeschoten door de toegesnelde politie. Een dag later bevestigt de politie dat er sprake was van een terroristisch motief.[5]

### September
- 7 - De Amerikaanse rapper Mac Miller overlijdt op 26-jarige leeftijd na een overdosis.
- 14 - Op een school in Roermond neemt een zestienjarige scholier wapens mee naar school en schiet in het gebouw. Uiteindelijk lukt het de jongen te overmeesteren en wordt hij door de politie gearresteerd. Bij het schietincident zijn geen gewonden gevallen.
- 17 - De nieuwe biljetten van €100 en €200 worden onthuld.
- 20 - Een stint verongelukt met een trein in Oss. Vier kinderen overleven het niet. Een vrouw van 32 en een kind van 11 raken ernstig gewond.

### Oktober
- 2 - Moord op de Saudische journalist Jamal Khashoggi in het consulaat van zijn land te Istanbul. Kroonprins Mohammed bin Salman van Saoedi-Arabië is vermoedelijk betrokken bij de opdracht tot de moord.
- 5 - Het Oberverwaltungsgericht van Münster stopt voorlopig de kap van het laatste stuk middeleeuws bos ten behoeve van de bruinkoolmijn van Hambach.
- 6 - D66-politicus Alexander Pechtold kondigt op het partijcongres in 's-Hertogenbosch aan op te stappen als partijleider en als lid van de Tweede Kamer.[6]
- 6 - De Amerikaanse Senaat benoemt Brett Kavanaugh tot rechter bij het Hooggerechtshof van de Verenigde Staten.[7]
- 19 - NPO 3FM Start met nieuw radioprogramma Partij Voor De Vijdag
- 26 - De Hongkong-Zhuhai–Macau-brug gaat open voor autoverkeer. De langste zeebrug ter wereld verbindt Hongkong met de metropool in de Parelrivierdelta.
- 26 - De Israëlische premier Netanyahu vliegt naar Muscat voor een gesprek met sultan Qaboes van Oman.
- 31 - StukTV wordt overgenomen door Talpa.

### November
- 1 - In België worden de rechtbanken van koophandel omgevormd tot ondernemingsrechtbanken.
- 5 - De ruimtesonde Voyager II verlaat de Melkweg en betreedt de interstellaire ruimte.
- 25 - Roksana Węgiel wint het Junior Eurovisiesongfestival 2018 in Minsk, met het liedje 'Anyone I Want To Be'.
- 26 - Landing van de InSight-missie op Mars.
- 30 - Ondertekening van het US-Mexico-Canada Agreement, de opvolger van NAFTA.

### December
- 1 - Op verzoek van de Verenigde Staten arresteert Canada de Huawei-topvrouw Meng Wanzhou. De VS beschuldigen Huawei van het schenden van de sancties tegen Iran.
- 5 - De 20-jarige student Sanda Dia belandt bewusteloos in een Leuvens ziekenhuis als gevolg van mishandeling tijdens de ontgroening door  de vereniging Reuzegom. Hij sterft twee dagen later.
- 15 - Een synode in Kiev besluit tot stichting van de Oekraïens-Orthodoxe Kerk, los van het Patriarchaat van Moskou, dat de kerkvergadering onwettig heeft verklaard. Metropoliet Epiphanius wordt gekozen tot hoofd van de autocefale kerk.
- 18 - De Belgische regering valt nadat Premier Michel zijn ontslag indient bij de koning.
- 22 - President Trump kondigt een government shutdown aan in de Verenigde Staten. De Democraten zijn niet akkoord gegaan met een begroting waarin geld wordt vrijgemaakt (vijf miljard dollar) voor de muur die tussen de Verenigde Staten en Mexico moet komen te staan.[8]

## Kunst en cultuur

## Weersextremen in Nederland
- 2018 was extreem droog
- 2018 was het zonnigste jaar dat ooit in De Bilt werd geregistreerd.[9]

### Januari
- 3 januari: Een westerstorm raast over Nederland. In Westdorpe werd een windstoot van 141 km per uur gemeten. Voor het eerst gaan alle stormvloedkeringen tegelijkertijd dicht.
- 18 januari: Een storm raast over Nederland. Aan de kust wordt kortstondig windkracht 11 gemeten en worden windstoten tot ruim 140 km per uur gemeten. Tot diep landinwaarts worden windstoten tot 120 km per uur gemeten en in Arcen werd een recordhoge windsnelheid gemeten van 124 km per uur. De storm eiste 2 doden. 66 vrachtwagens waaiden om en de NS legde het treinverkeer enige tijd geheel stil.
- 24 januari: Hoogst gemeten temperatuur ooit op deze dag: 14,4 °C

### Februari
- 28 februari: Met een maximale temperatuur van −4,6 °C was dit de koudste 28 februari ooit gemeten.

### Maart
- 1 maart: Met een maximale temperatuur van −3,7 °C was dit de koudste 1 maart ooit gemeten.
- 2 maart: Met een maximale temperatuur van −2,3 °C was dit de koudste 2 maart ooit gemeten.
- 17 maart: Met een maximale temperatuur van 0,1 °C was dit de koudste 17 maart ooit gemeten.

### April
- 7 en 8 april: Hoogste maximumtemperatuur ooit gemeten op deze opeenvolgende dagen: 21,6 °C en 23,4 °C
- 19 april: Met een maximale temperatuur van 27,4 °C was dit de warmste 19 april ooit gemeten.
- 22 april: Met een maximale temperatuur van 26,6 °C was dit de warmste 22 april ooit gemeten.

### Mei
- 28 mei: Met een maximale temperatuur van 29,7 °C was dit de warmste 28 mei ooit gemeten.
- 29 mei: Met een maximale temperatuur van 30,7 °C was dit de warmste 29 mei ooit gemeten.
- Mei: Met een gemiddelde temperatuur van 16,5 °C tegen 13,1 °C normaal was mei 2018 de warmste meimaand ooit gemeten.
- In de maand mei werd 3 keer code oranje afgegeven vanwege zware regenval. Normaal is dit 6 keer per jaar.

### Juni
- Met in De Bilt slechts 11 mm neerslag was juni de droogste maand ooit gemeten.

### Juli
- 25 juli: Met een maximale temperatuur van 33,8 °C was dit de warmste 25 juli ooit gemeten.
- 26 juli: Voor de derde dag op rij bereikt de temperatuur in De Bilt een waarde boven de 30 graden, waarmee er officieel sprake is van een hittegolf in Nederland.
- 26 juli: Met een maximale temperatuur van 35,7 °C was dit de warmste 26 juli ooit gemeten. In het Limburgse Arcen werd het zelfs 38,2 °C.
- 27 juli: Met 23,6 °C was dit de warmste nacht ooit gemeten in De Bilt. Deelen noteerde 24,4.
- 27 juli: Met 35,4 °C was dit de warmste 27 juli ooit gemeten.
- Ernstige droogte in Nederland. Op veel plaatsen is sprake van bosbrandgevaar en met een tekort van 260mm wordt het droogterecord uit 1976 verbroken.
- Juli 2018 was de zonnigste maand sinds in De Bilt met metingen werd begonnen: 341 uur scheen de zon. Voor een julimaand is 206 uur het gemiddelde.[9]

### Augustus
- De zomer van 2018 was in Nederland de warmste sinds in 1706 met metingen werd begonnen. De gemiddelde temperatuur was 18,9 graden tegen 17,0 normaal.[10]

### September
- 30 september: In Enschede daalde in de avond de temperatuur naar -1,5 °C. Daarmee was het in september sinds 1971 niet zo koud.

### Oktober
- 12 oktober: Met een maximale temperatuur van 21,6 °C was dit de warmste 12 oktober ooit gemeten.
- 13 oktober: Met een maximale temperatuur van 26,3 °C was dit de warmste 13 oktober ooit gemeten. In het Limburgse Ell werd zelfs 28,1 °C gemeten.
- 14 oktober: Met een maximale temperatuur van 24,2 °C was dit de warmste 14 oktober ooit gemeten.

### November
- 6 november: Met een maximale temperatuur van 19,1 °C was dit de warmste novemberdag ooit gemeten.

### December
- 2 december: Met een maximale temperatuur van 12,9 °C was dit de warmste 2 december ooit gemeten.[11]